# Ron agrícola
El ron agrícola, llamado en francés rhum agricole (pronunciación en francés: /ʁɔm aɡʁikɔl/ escucharⓘ) es un término proveniente de las Antillas francesas que se refiere a aquellos rones que han sido producidos a partir del jugo de la caña de azúcar y se distingue del ron industrial o rhum industriel, que es aquel ron producido a partir de la melaza de la caña de azúcar. Esta distinción tiene su origen en la Revolución Industrial del siglo XIX, cuando muchas empresas azucareras de Martinica cambiaron sus formas de producción para abaratar los costos, pasando de usar el jugo a la melaza. El poco ron que se siguió produciendo mediante las formas tradicionales de producción se pasó a denominar «ron agrícola».
El ron agrícola se produce exclusivamente con jugo fresco de caña, que a diferencia de la melaza, se oxida rápidamente, por lo que las destilerías se encuentran en zonas aledañas a los campos de cultivo.
Es la variedad más común de ron en Guadalupe, Guayana Francesa y Martinica, pero también se encuentra en las islas Mascareñas del Índico (Mauricio y La Reunión), Haití y la Polinesia Francesa. Sin embargo, el único ron agrícola que cuenta con una denominación de origen (AOC) es el producido en Martinica. En la isla portuguesa de Madeira también se produce ron agrícola, llamado aguardiente de cana.